# Jaap Hillen
Jacobus Eduardo (Jaap) Hillen (Tampico (Mexico), 7 december 1923 – Den Haag, 27 juni 2008) was een Nederlands organist en dirigent.

## Levensloop
Jaap Hillen werd geboren in Mexico, in de tijd dat zijn vader daar werkte voor Shell.
Hillen was getrouwd met de sopraan Femke Hillen-Goossens. Uit zijn eerste huwelijk met Aleid Hillen (meisjesnaam onbekend), die eveneens als sopraan soleerde, had hij zes kinderen, waaronder ook enkele musici.
Hij wordt beschouwd als een van de laatste grand old men in de Nederlandse koorwereld. Hij dirigeerde talloze (voornamelijk amateur-) koren, en was zeer geliefd onder zijn koorzangers. Van hem was bekend dat hij liever met goede amateurs werkte dan met middelmatige professionals, over wie hij zeer kritisch kon zijn. Hillen was tot enkele dagen voor zijn overlijden actief als musicus.
Als gelovig christen beschouwde hij zichzelf in de eerste plaats als kerkmusicus. "Die noot moet naar Onze-Lieve-Heer toe", kon hij zeggen tijdens koorrepetities, maar ook: "Bach zingen is Bachs geloof vertolken. Het kan me niet schelen of je het gelooft, maar Bach heeft erin geloofd, en zo moeten we het zingen".
Jaap Hillen is begraven op de Haagse begraafplaats Oud Eik en Duinen.

### Opleiding
Hillen studeerde orgel en koor- en orkestdirectie aan het Utrechts Conservatorium bij Hendrik Andriessen, Simon C. Jansen, Hans Brandts Buys en Jaap Spaanderman.

### Werkzaamheden

#### Koordirigent
In 1943 dirigeerde Hillen als twintigjarige zijn eerste koor, Door Eendracht Sterk, te Vleuten. Zijn moeder, die op dit koor zong, had hem gevraagd om als extra tenor in het koor te komen zingen. Toen de dirigent onverhoopt vertrok werd hij gevraagd de repetities te leiden, dirigeerde hij eveneens het concert en bleef vervolgens aan als nieuwe dirigent.
Tijdens zijn loopbaan heeft Hillen zeer veel koren gedirigeerd. In 1950 startte hij als tweede dirigent van het Utrechts Studenten Koor en Orkest (USKO) naast Hans Brandt Buys, die hij in 1959 na diens plotselinge overlijden opvolgde. Onder Hillens leiding, die tot 1984 duurde, groeide het gezelschap uit tot 375 leden. Tevens was hij gedurende 20 jaar cantor van de Rijksuniversiteit Utrecht, waar hij in 1964, als afsplitsing van het USKO, de Utrechtse Studenten Cantorij had opgericht. Andere koren die hij heeft gedirigeerd zijn o.a. Toonkunst Arnhem (30 jaar), Toonkunst Utrecht, de Koninklijke Zangvereniging Tot Oefening en Uitspanning te Middelburg, Christelijke Oratorium Vereniging Scheveningen (17 jaar) en de Koninklijke Zangvereniging Excelsior in Den Haag.
Van 1964 tot 1992 was hij docent aan de Kurt Thomas Cursus voor koordirigenten. Ook leidde hij een tijd de maandelijkse uitvoeringen van de Bachcantates in de Geertekerk te Utrecht. In 1985 richtte hij het Haags Barokgezelschap op, en in 1986 de cantorij van de Nieuwe Badkapel in Scheveningen. Tot aan zijn dood op 27 juni 2008 dirigeerde hij beide gezelschappen.
Op 15 juni 2008 dirigeerde Hillen de honderdste cantatedienst in de Nieuwe Badkapel. Na afloop vertelde hij dat dit zijn laatste concert was omdat bij hem enkele dagen eerder een ernstige vorm van kanker was geconstateerd. Twaalf dagen later overleed hij. Tijdens de herdenkingsdienst in de Grote Kerk in Breda werd o.a. gezongen door Camerata Jacobi, een dubbelkwartet dat Hillen nog maar zes weken eerder had opgericht.

#### Organist

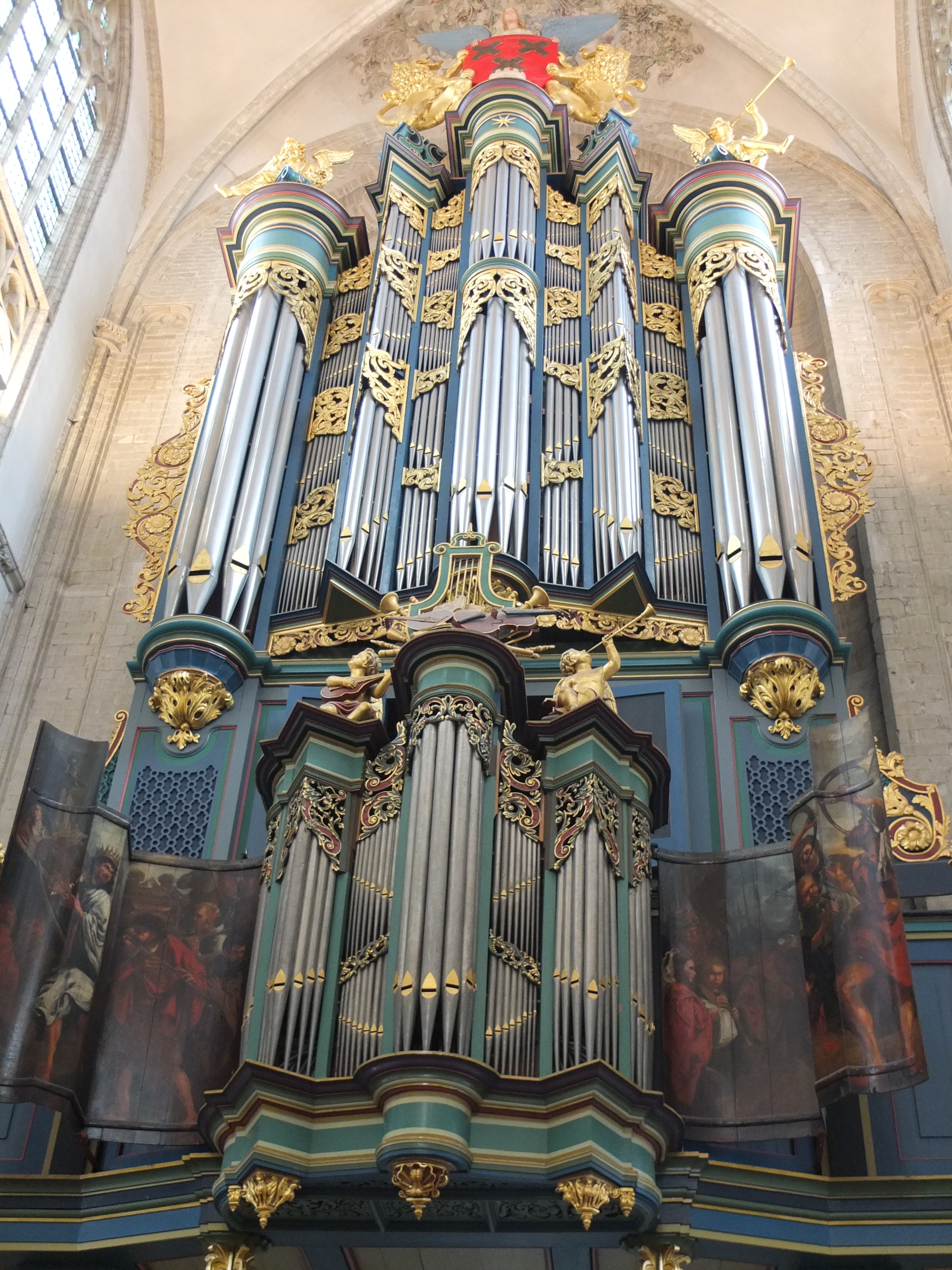
Het orgel van de Grote Kerk te Breda

In 1949 werd Hillen benoemd tot organist van de Grote- of Onze Lieve Vrouwe Kerk in Breda, waar hij vanaf 1951 ook gaat wonen. Deze benoeming volgde nadat hij "voor de grap" gesolliciteerd had, en aanvankelijk overwoog hij ook om de baan te weigeren. Hij accepteerde hem alsnog en bleef 59 jaar lang, tot aan zijn dood, organist op deze plek, waarmee hij een van de langstzittende organisten in Nederland werd. In 1952 richtte hij de orgelcommissie op (later Stichting Orgelconcerten Breda), organisator van de jaarlijkse orgelconcertserie in de Grote Kerk.
Na afronding van de kerkrestauratie van de Grote Kerk werd van 1966 tot 1969 onder zijn leiding een nieuw orgel gebouwd door de orgelbouwer Flentrop, waarbij delen van voorgaande orgels (o.a. uit 1534) werden herbruikt. Hillen kon in België een compleet binnenwerk van een orgel uit circa 1760 op de kop tikken, dat in Breda als Borstwerk ging fungeren. Hiermee kreeg het orgel een vierde manuaal, waarmee het tot een van de grootste instrumenten van Nederland behoort. Het Cimbelstern-register, een speciaal orgelregister dat bestaat uit acht belletjes, werd door Wim Thijs en Hillen zelf gebouwd. Omdat Hillen maar zeven koperen klokkenbelletjes kon bemachtigen in plaats van de benodigde acht, besloot hij als achtste bel een fietsbel te kiezen uit de voorraad die hij had liggen. Het werd een chromen bel met een afbeelding van Mickey Mouse erop.
Op 22 juni 2019 werd het orgel tijdens het Internationaal Orgelfestival Breda als eerbewijs officieel omgedoopt tot het Hillen-orgel.

#### Overig
Van 1961 tot 1964 was Hillen directeur van de muziekschool te Schiedam. Daarnaast schreef hij met enige regelmaat kerkmuziek, gericht op de praktijk van de protestantse eredienst. Ook was hij werkzaam als orgeladviseur bij de nieuwbouw en restauratie van verschillende orgels.

## Discografie
- Jaartal onbekend - lp Psalm 24 (Sweelinck) - Deutsches Magnificat (Schütz)- Hoboconcert In E (Telemann) -  Utrechts Studentenkoor en Orkest o.l.v. Jaap Hillen - eigen beheer
- Jaartal onbekend - lp Jaap Hillen bespeelt het orgel van De Grote Kerk te Breda - Cantilena – MC 4501
- 1963 -  lp Mis in F, J.S. Bach - Utrechts Studenten Koor en Orkest en solisten o.l.v. Jaap Hillen - eigen beheer
- 1967 -  lp (delen uit de) Hohe Messe, J. S. Bach - Utrechts Studentenkoor en Orkest o.l.v. Jaap Hillen - eigen beheer
- 1978 - lp Omgaan met muziek, Daan Manneke - o.a. het USKO o.l.v. Jaap Hillen - Composer's Voice / CVS 1978/1
- 1979 - lp Jaap Hillen bespeelt het orgel van de Grote Kerk te Breda - eigen beheer
- 1980 - lp Requiem, Maurice Duruflé - De Utrechtse Studenten Cantorij, Piet van der Steen, orgel en solisten o.l.v. Jaap Hillen – Eurosound ES 46 458
- 1992 - cd Van Sweelinck naar Bach - Bachcollegium Breda o.l.v. Geert van den Dungen en Jaap Hillen, orgel - Spronk 920508

## Onderscheidingen
- 1983 Zilveren medaille van de Société Académique Arts-Sciences-Lettres
- 1986 Ridder in de Orde van Oranje-Nassau[10]
- Nassau Breda Prijs
- Erepenning van de Gemeente Den Haag